# Poppenwind (Gremsdorf)
Poppenwind ist ein Gemeindeteil der Gemeinde Gremsdorf im Landkreis Erlangen-Höchstadt (Mittelfranken, Bayern). Poppenwind liegt in der Gemarkung Gremsdorf.

## Geografie
Das Dorf ist von Acker- und Grünland und Seenplatten umgeben. Das östlich angrenzende Flurgebiet wird Rettlersberg genannt. Die nordöstlich gelegene Biengartner Weiherplatte ist ein Naturschutzgebiet. Im Nordwesten liegen die Poppenwinder Weiher, die Holz- und die Langenweiher. Etwas weiter nordwestlich befindet sich der Bürgerwald.
Eine Gemeindeverbindungsstraße verläuft nach Krausenbechhofen (1,5 km nördlich) bzw. nach Biengarten (1,5 km südwestlich). Weitere Gemeindeverbindungsstraßen führen nach Buch zur Staatsstraße 2240 (1,9 km nordöstlich) und nach Mohrhof (1,6 km südlich).

## Geschichte
Wohl im 9./10. Jahrhundert wurden hier Wenden angesiedelt. Der Dorfherr war ein fränkischer Adeliger namens Poppo. 1303 wurde der Ort im würzburgischen Lehenbuch als „Boppenwinden“ erstmals urkundlich erwähnt. Lehensträger war zu dieser Zeit der Reichsministeriale Herdegen von Gründlach. Der Besitz der Gründlacher geriet im Erbgang an die Hohenlohe-Brauneck und von dort spätestens 1364 an das Bamberger Domkapitel.
Gegen Ende des 18. Jahrhunderts gab es in Poppenwind neun Anwesen und ein Gemeindehirtenhaus. Das Hochgericht übte das bambergische Centamt Höchstadt aus. Die Dorf- und Gemeindeherrschaft hatte das Oblei Unterstürmig der Dompropstei Bamberg. Grundherren waren die Oblei Unterstürmig (4 Höfe), die nürnbergische Landesalmosenamt-Vogtei Lonnerstadt (1 Hof, 1 Tropfhaus), der Nürnberger Eigenherr von Gugel (1 Hof, 1 Sölde) und das Spital St. Elisabeth der Deutschordenskommende Nürnberg (1 Hof).
Im Rahmen des Gemeindeedikts wurde Poppenwind dem 1808 gebildeten Steuerdistrikt Gremsdorf und der 1818 gebildeten Ruralgemeinde Gremsdorf zugewiesen. In der freiwilligen Gerichtsbarkeit unterstanden bis 1830 zwei Anwesen den Patriziern von Gugel.

### Baudenkmal
- Katholische Kapelle Sankt Joseph

### Einwohnerentwicklung
| Jahr      | 001819 | 001861 | 001871 | 001885 | 001900 | 001925 | 001950 | 001961 | 001970 | 001987 | 002021 |
| Einwohner | 70     | 82     | 77     | 80     | 70     | 61     | 78     | 57     | 56     | 52     | 79     |
| Häuser    |        |        |        | 14     | 13     | 11     | 11     | 12     |        | 14     |        |
| Quelle    | [ 9 ]  | [ 10 ] | [ 11 ] | [ 12 ] | [ 13 ] | [ 14 ] | [ 15 ] | [ 16 ] | [ 17 ] | [ 18 ] | [ 1 ]  |

## Religion
Der Ort ist römisch-katholisch geprägt und nach St. Ägidius (Gremsdorf) gepfarrt. Die Einwohner evangelisch-lutherischer Konfession sind nach St. Matthäus (Neuhaus, Adelsdorf) gepfarrt.